# Остання втеча
Остання втеча (англ. Last Run) — британсько-німецький бойовик 2001 року.

## Сюжет
Колись, у часи «холодної війни», Френк Банер і члени його команди брали участь в операції по захопленню радянського шпигуна. Але вони потрапили в засідку, а Тіна, бойова подруга і кохана Баннера, була вбита. Через роки, в сучасній Європі, Банера знаходять і пропонують нове завдання: спіймати колишнього кегебісти Бухаріна. Той переховується від російської мафії і намагається нелегально перейти кордон. У Банера з'являється шанс помститися своїми заклятими ворогами, і він збирає нову групу.

## У ролях
- Арманд Ассанте — Френк Банер
- Корі Джонсон — Джон Нілі
- Барна Ілльєш — Георгій Камінський
- Ентоні Гікокс — Райлі Чапін
- Аннабель Брукс — Тіна
- Вікі Кісс — Керлов
- Едіт Іллеш — Керлов
- Шандор Тері — Юрій
- Мартін МакДугалл — молодший
- Ніки Барабас — номер два
- Норман Остін — номер один
- Девід Фокс — Лео Шифф
- Ральф Браун — Саймон
- Орнелла Муті — Денні
- Юрген Прохнов — Андрус Бухарін